# Nowhere Boys
 (janvier 2022).
La mise en forme du texte ne suit pas les recommandations de Wikipédia : il faut le « wikifier ».
Les points d'amélioration suivants sont les cas les plus fréquents :
- Les titres sont pré-formatés par le logiciel. Ils ne sont ni en capitales, ni en gras.
- Le texte ne doit pas être écrit en capitales (les noms de famille non plus), ni en gras, ni en italique, ni en « petit »…
- Le gras n'est utilisé que pour surligner le titre de l'article dans l'introduction, une seule fois.
- L'italique est rarement utilisé : mots en langue étrangère, titres d'œuvres, noms de bateaux, etc.
- Les citations ne sont pas en italique mais en corps de texte normal. Elles sont entourées par des guillemets français : « et ».
- Les listes à puces sont à éviter, des paragraphes rédigés étant largement préférés. Les tableaux sont à réserver à la présentation de données structurées (résultats, etc.).
- Les appels de note de bas de page (petits chiffres en exposant, introduits par l'outil «  Source ») sont à placer entre la fin de phrase et le point final[comme ça].
- Les liens internes (vers d'autres articles de Wikipédia) sont à choisir avec parcimonie. Créez des liens vers des articles approfondissant le sujet. Les termes génériques sans rapport avec le sujet sont à éviter, ainsi que les répétitions de liens vers un même terme.
- Les liens externes sont à placer uniquement dans une section « Liens externes », à la fin de l'article. Ces liens sont à choisir avec parcimonie suivant les règles définies. Si un lien sert de source à l'article, son insertion dans le texte est à faire par les notes de bas de page.
- La présentation des références doit suivre les conventions bibliographiques. Il est recommandé d'utiliser les modèles {{Ouvrage}}, {{Chapitre}}, {{Article}}, {{Lien web}} et/ou {{Bibliographie}}. Le mode d'édition visuel peut mettre en forme automatiquement les références.
- Insérer une infobox (cadre d'informations à droite) n'est pas obligatoire pour parachever la mise en page.

Pour une aide détaillée, merci de consulter Aide:Wikification.
Si vous pensez que ces points ont été résolus, vous pouvez retirer ce bandeau et améliorer la mise en forme d'un autre article.
 (janvier 2022).
Nowhere Boys ou Garçons de nulle part (au Québec) est une série télévisée australienne créée par Tony Ayres. Elle est diffusée sur ABC3 depuis le 7 novembre 2013.
En France, la série est diffusée sur Télétoon+, depuis le 9 janvier 2016.
En Belgique, la série est diffusée sur OUFtivi (la Trois).

## Synopsis
Les saisons 1, 2, 3 et 4 suivent les aventures de huit adolescents bouleversés par leurs arrivée dans un monde parallèle. Les saisons 1 et 2 se centrent sur les personnages de Felix Ferne (Dougie Baldwin), Andrew « Andy » Lau (Joel Lok), Sam Conte (Rahart Adams) et Jake Riles (Matthew Testro). Les saisons 3 et 4 introduisent Luke Hamill (Kalim Ellis), Chris Buckland (Joe Klocek), Jesse Banda (Jordie Race-Coldrey) et Niccolina « Nicco » Pandelis (Luca Sardelis).
Bremin est une petite ville en Australie. Lors d’une sortie découverte avec le lycée, Felix le gothique, Andy l’intello solitaire, Sam le beau gosse populaire et Jake le sportif se perdent en forêt. Incapables de retrouver leur chemin, les adolescents sont contraints de passer la nuit dans les bois. Lorsqu’ils reviennent enfin chez eux le lendemain, leurs familles et amis ne les reconnaissent plus. Que s’est-il passé dans cette forêt cette nuit-là ? Entre incompréhension et stupeur, les quatre lycéens décident de mener leur propre enquête...
À partir de la saison 3, quatre nouveaux adolescents Luke le gamer, Chris le farceur délinquant, Jesse le créateur de pièces de théâtre, Nicco la joueuse de football vivent dans la continuité de ce qu'il s'est passé. Ils se sont retrouvés dans l'intermonde.

## Production

### Développement
Le 26 octobre 2011, Matchbox Pictures annonce qu'il développait avec les producteurs de The Slap une série dramatique en treize parties destinée pour l' ABC intitulée The Lost Boys. Cependant, pour des raisons de copyright, le nom de l'émission a été changé plus tard en Nowhere Boys.  Le créateur de la série Tony Ayres a conçu l'idée de Nowhere Boys après avoir appris que l'ABC, qui avait déjà eu du succès avec Dance Academy , cherchait une nouvelle série qui plairait aux garçons, Ayres a développé Nowhere Boysavec une gamme d'écrivains, dont Roger Monk et Craig Irvin. Il est devenu le producteur et le showrunner de l'émission aux côtés de Beth Frey, tandis que Michael McMahon et Helen Panckhurst ont servi de producteurs exécutifs. Panckhurst a quitté sa position de producteur exécutif à la fin de la première série. La première saison de Nowhere Boys a été financée avec l'aide de l' Australian Children's Television Foundation , Film Victoria , ABC3 et Screen Australia. Le tournage a eu lieu à Melbourne , Victoria du 18 février 2013 au 23 mai 2013.  Le premier épisode a été filmé à l'école primaire et Were Street à Montmorency, Victoria , ainsi qu'au skate park et au lycée à Greensborough, Victoria . Les quatre premiers épisodes créés au Festival international du film de Melbourneen août 2013.
Le 4 avril 2014, il a été annoncé que Nowhere Boys avait reçu un financement de Film Victoria pour une saison composée de treize épisodes. Il a été financé avec l'aide d' ABC Television , du Film Victoria et de la BBC . Frey est revenu en tant que producteur et McMahon est revenu en tant que producteur exécutif.  Ayres a repris la position de Panckhurst en tant que producteur exécutif. Le tournage de la deuxième série a commencé à Melbourne du 7 juillet 2014 au 17 septembre 2014. L' actrice Rachel Griffiths a fait ses débuts en tant que réalisatrice de télévision pendant la deuxième saison. En novembre 2015, ABC a annoncé qu'une troisième série de Nowhere Boys serait présentée en 2016 avec une nouvelle distribution et de nouveaux personnages, remplaçant les membres originaux de la distribution.  Le tournage de la troisième série a commencé en mai 2016. Le scénario de la troisième série reprend plusieurs années après les événements de la deuxième série. Le 19 juin 2017, Film Victoria a annoncé le financement d'une quatrième série.  Il se composait de 13 épisodes. Le tournage de la quatrième saison a commencé le 25 janvier 2018.

### Fonderie
En avril 2013, il a été annoncé que Joel Lok , Dougie Baldwin , Rahart Adams et Matt Testro avaient été choisis comme les quatre adolescents.  Lok dépeint Andy, un geek d'origine singapourienne qui aime la science et Bear Grylls .  Ayres, qui a précédemment travaillé avec Lok sur les histoires de chanson à la maison (2007), a révélé qu'il l'avait en tête pour le rôle d'Andy.  Testro joue le jock alpha Jake et Adams joue le garçon de patineur Sam.  Testro a dit que lui et Adams ont tous deux auditionné six fois pour les rôles de Jake et de Sam, les deux auditionnant à l'origine pour les caractères de l'autre. Baldwin joue le rôle de Felix, un Goth qui s'intéresse à la magie. Sean Rees-Wemyss a été jeté comme le frère cadet de Felix Oscar, un paria social handicapé qui est victime d'intimidation à l'école. Rees-Wemyss a révélé qu'il a d'abord auditionné pour le rôle de Félix mais les directeurs ont estimé qu'il était trop jeune pour le rôle. Darci McDonald joue la meilleure amie de Felix, Ellen. Tamala Shelton joue la petite amie populaire de Sam Mia et Michala Banas joue le mystérieux propriétaire de la boutique de magie Phoebe.  Libby Tanner et Damien Richardson ont été jeté comme les parents de Jake Sarah et Gary et Heidi Arena a été jeté comme la mère de Felix Kathy.
En novembre 2015, il a été annoncé que la troisième série comporterait une nouvelle distribution et des personnages qui remplaceraient les membres originaux de la distribution. M Kamil Ellis, William McKenna, Jordie Race-Coldrey, Joe Klocek et Luca Sardelis ont été révélés comme les nouveaux membres de la distribution en mai 2016.  Ellis dépeint "techno-nerd et passionné de science-fiction" Luke, McKenna joue le rôle de Ben, Race-Coldrey joue le "geek du théâtre musical" Jesse, et Klocek dépeint "le mauvais garçon de l'école" Heath. Sardelis a été jeté comme la première "Fille Nulle part" du spectacle, Nicco.

## Accueil

### Réception et critiques
Nowhere Boys a reçu des critiques généralement positives. David Knox de TV Tonight a attribué à Nowhere Boys 3,5 étoiles sur 5 et a déclaré que la série "est si bien produite et jouée". Knox a continué en disant que "c'est formidable de voir une production ABC3 à part entière avec des fils masculins" suivant "un certain nombre de projets biaisés par les femmes" tels que Dance Academy et Dead Gorgeous . Il a conclu, " Nowhere Boys frappe sa marque dès le départ avec un savant mélange de drame et de mystère." Rebecca Marshall du Sunshine Coast Dailya noté que la série présente «un mélange fascinant de fantaisie, de mystère, de magie noire et de drame» et a félicité «ABC pour avoir ouvert des opportunités aux acteurs de la nouvelle génération de perfectionner leurs compétences». Le Sydney Morning Herald ' s Melinda Houston décerné Nowhere Boys 3 sur 4 étoiles et a fait l' éloge du « grand talent derrière la caméra » qui « donne les jeunes acteurs plein de choses à travailler. »  Elle a conclu: "Le résultat plaira forcément à son public cible et à bien d'autres."
Myke Bartlett de The Weekly Review a fait l'éloge du scénario comme "suffisamment rapide et drôle pour garder les enfants accro, avec des degrés d'intelligence et de subtilité susceptibles de plaire à un palais plus mature."  Bartlett a conclu son examen en déclarant que les téléspectateurs ont finalement "une raison de regarder ABC3." Luke Buckmaster de Crikey a déclaré qu'après avoir visionné les quatre premiers épisodes, "les adultes et les adolescents trouveront une visualisation addictive."  Il a également ajouté, "ce sont de bons trucs: yoof-tainment rythmé et addictif avec un emballage élégant et une prémisse existentielle convaincante" et si "." News.com.auDianne Butler a écrit qu'elle aimait regarder le premier épisode et l'a décrit comme "drôle et plutôt dérangeant".

## Diffusion

### Diffusion en Australie
Nowhere Boys est vendu en Australie et Nouvelle-Zélande par l' Australian Children's Television Foundation .  En Australie, la première saison a été diffusée sur ABC3 le 7 novembre 2013 et s'est terminée le 30 janvier 2014.  Elle était diffusée le jeudi soir à 18h30. La deuxième saison s'est déplacée aux dimanches soir au même créneau horaire, Il a été diffusé simultanément sur ABC. La série connût un audimat assez satisfaisante, la saison 3 fut diffusée le 11 novembre 2016 jusqu'au janvier 2017, et la dernière saison le 3 décembre 2018 au 15 décembre 2018. 

### Diffusion international
Nowhere Boys est distribué à l'international par NBCUniversal. Le 28 avril 2014, il a été annoncé que l'émission avait été acquise par la BBC pour être diffusée au Royaume-Uni. La BBC a également pré-acheté la série deux, La responsable des acquisitions et du développement de théâtre de CBBC, Sarah Muller, a déclaré: " Nowhere Boys offre à CBBC une opportunité incroyable d'acquérir un drame international vraiment de premier ordre auprès d'une société de production de classe mondiale pour compléter notre liste existante de spectacles produits au Royaume-Uni. Au Canada L'émission a été diffuser sur CBBC le 1er septembre 2014. Au Canada, les épisodes de Nowhere Boys ont commencé à être projetés sur Family Channel en octobre 2015. Aux États-Unis, l'émission a été révélée dans le cadre de la programmation de départ des émissions du nouveau réseau Universal Kids , lancé le 9 septembre 2017. De plus, Netflix LATAM a cette série sur son catalogue depuis 2016, en version originale sous-titrée en espagnol et doublée en espagnol latino-américain.

### Diffusion française
La série fut achetée par Télétoon+ le 9 janvier 2016, la chaîne diffusa l'intégralité de la saison 1 dans la même année. Télétoon+ diffusa ensuite la deuxième saison en 2017. Comme les audiences restent convenables, Télétoon+ diffusa la troisième saison en 2018, et pour la dernière saison elle fut diffusée dans la même année.
Sur Télétoon + la série était diffusée chaque jour à 18h50.

## Distribution

### Acteurs principaux (saisons 1 et 2)
- Dougie Baldwin (VF : Alexis Tomassian) : Felix Ferne
- Joel Lok (VF : Hervé Grull) : Andrew « Andy » Lau
- Rahart Adams (VF : Adrien Larmande) : Sam Conte
- Matthew Testro (VF : Vincent de Boüard) : Jake Riles (invité, saison 4)

### Acteurs principaux (saisons 3 et 4)
- Kamil Ellis (VF : Gwenaël Sommier) : Luke Hamill
- Joe Klocek (VF : Alexandre Gillet) : Chris (Heath en VO) Buckland
- Jordie Race-Coldrey (VF : Pierre-Henri Prunel) : Jesse Banda
- Luca Sardelis (VF : Ludivine Maffren) : Niccolina "Nicco" Pandelis
- William McKenna (VF : Maxime Baudouin) : Matt (Ben en VO) Ripley

### Acteurs récurrents
- Darci McDonald (VF : Joséphine Ropion) : Ellen
- Sean Rees-Wemyss (VF : Thomas Sagols) : Oscar
- Michala Banas (VF : Ariane Deviègue) : Phoebe
- Tamala Shelton (VF : Claire Baradat) : Mia
- Nicholas Coghlan (VF : Cyrille Monge) : M. Bates
- Michelle Gerster (VF : Claire Bouanich) : Viv Lau
- Cecilia Tan : Lily
- Jim Russell (VF : Patrick Béthune puis Marc Bretonnière) : l'inspecteur Roland Murphy
- Victoria Thaine : Alice
- Zelman Cressey Gladwin : Dylan
- Logan Phillips (VF : Arthur Pestel) : Trent
- Libby Tanner (VF : Juliette Degenne) : Sarah
- Damien Richardson (VF : Pierre Tessier) : Gary
- Simon Mallory (VF : Vincent Ropion) : Roberts
Version française
  - Société de doublage : Mediadub International (saisons 1-2) puis BTI Studios (saisons 3-4)
  - Direction artistique : Elisabeth Fargeot
  - Adaptation des dialogues : Julien Delaneuville, Benjamin Lob & Sophie Vandewalle

Source VF : Doublage Séries Database

## Épisodes
| Saison | Saison  | Épisodes | États-Unis                                        | États-Unis                                        |
| Saison | Saison  | Épisodes | Début                                             | Fin                                               |
| ------ | ------- | -------- | ------------------------------------------------- | ------------------------------------------------- |
|        | 1       | 13       | 7 novembre 2013                                   | 30 janvier 2014                                   |
|        | Spécial | Spécial  | 31 décembre 2014                                  | 31 décembre 2014                                  |
|        | 2       | 13       | 23 novembre 2014                                  | 8 février 2015                                    |
|        | Film    | Film     | 1er janvier 2016 (Cinéma)6 mars 2016 (Télévision) | 1er janvier 2016 (Cinéma)6 mars 2016 (Télévision) |
|        | 3       | 13       | 11 novembre 2016                                  | 27 janvier 2017                                   |
|        | 4       | 13       | 3 décembre 2018                                   | 15 décembre 2018                                  |

### Saison 1: Entre 2 Mondes (2013-2014)
Elle a été diffusée du 7 novembre 2013 au 30 janvier 2014, sur ABC3.
| No | #  | Titre français        | Titre original | Diffusion originale | Code de prod. |
| -- | -- | --------------------- | -------------- | ------------------- | ------------- |
| 1  | 1  | Le départ             | Episode 1      | 7 novembre 2013     | 101           |
| 2  | 2  | Rêve ou réalité ?     | Episode 2      | 14 novembre 2013    | 102           |
| 3  | 3  | Vies nouvelles        | Episode 3      | 21 novembre 2013    | 103           |
| 4  | 4  | Après la tempête      | Episode 4      | 28 novembre 2013    | 104           |
| 5  | 5  | Le talisman           | Episode 5      | 5 décembre 2013     | 105           |
| 6  | 6  | Copains comme cousins | Episode 6      | 12 décembre 2013    | 106           |
| 7  | 7  | Possession            | Episode 7      | 19 décembre 2013    | 107           |
| 8  | 8  | Dîner et déboires     | Episode 8      | 26 décembre 2013    | 108           |
| 9  | 9  | La magie existe       | Episode 9      | 2 janvier 2014      | 109           |
| 10 | 10 | Trahison              | Episode 10     | 9 janvier 2014      | 110           |
| 11 | 11 | Corps étrangers       | Episode 11     | 16 janvier 2014     | 111           |
| 12 | 12 | Le cinquième élément  | Episode 12     | 23 janvier 2014     | 112           |
| 13 | 13 | Révélations           | Episode 13     | 30 janvier 2014     | 113           |

### Saison 2: Entre 2 Mondes (2014-2015)
Elle a été diffusée du 23 novembre 2014 au 8 février 2015, sur ABC3.
| No | #  | Titre français             | Titre original | Diffusion originale | Code de prod. |
| -- | -- | -------------------------- | -------------- | ------------------- | ------------- |
| 14 | 1  | Magie et jalousie          | Episode 1      | 23 novembre 2014    | 201           |
| 15 | 2  | Disparition                | Episode 2      | 23 novembre 2014    | 202           |
| 16 | 3  | Un trésor enfoui           | Episode 3      | 30 novembre 2014    | 203           |
| 17 | 4  | La quête du nouvel élément | Episode 4      | 7 décembre 2014     | 204           |
| 18 | 5  | Soupçons                   | Episode 5      | 14 décembre 2014    | 205           |
| 19 | 6  | Un nouveau voyage          | Episode 6      | 21 décembre 2014    | 206           |
| 20 | 7  | Deux pères                 | Episode 7      | 28 décembre 2015    | 207           |
| 21 | 8  | Double jeu                 | Episode 8      | 4 janvier 2015      | 208           |
| 22 | 9  | Mensonges                  | Episode 9      | 11 janvier 2015     | 209           |
| 23 | 10 | Le sortilège de l'oubli    | Episode 10     | 18 janvier 2015     | 210           |
| 24 | 11 | Inversion                  | Episode 11     | 25 janvier 2015     | 211           |
| 25 | 12 | Le troisième autel         | Episode 12     | 1er février 2015    | 212           |
| 26 | 13 | Un nouvel équilibre        | Episode 13     | 8 février 2015      | 213           |

### Nowhere Boys: Le Livre des Ombres - The Book of Shadows (Téléfilm, 2016)
Sorti au cinéma en Australie, le 1er janvier 2016 et diffusé à la télévision le 6 mars 2016 sur ABC3.
Felix découvre un grimoire magique intitulé «Le Livre des ombres». Pour réussir à l'ouvrir, il lui faut convaincre ses acolytes, Andy, Sam et Jake, d'utiliser tous leurs pouvoirs ensemble. En y parvenant, les quatre ados libèrent une force diabolique qui va les entraîner une nouvelle fois dans un combat acharné afin de sauver leurs proches et de rétablir l'ordre du monde.
| No | # | Titre français                    | Titre original                    | Diffusions française | Diffusion originale                                |
| -- | - | --------------------------------- | --------------------------------- | -------------------- | -------------------------------------------------- |
| 1  | 1 | Nowhere Boys: Le Livre des Ombres | Nowhere Boys: The Book of Shadows | 11 février 2017      | 1er janvier 2016 (Cinéma) 6 mars 2016 (Télévision) |

### Saison 3: Entre 2 Lunes - Two Moons Rising (2016-2017)
Elle a été diffusée du 11 novembre 2016 au 27 janvier 2017, sur ABC3.
| No | #  | Titre français         | Titre original           | Diffusion originale | Code de prod. |
| -- | -- | ---------------------- | ------------------------ | ------------------- | ------------- |
| 27 | 1  | Bienvenue à Bremin     | The New Boy              | 11 novembre 2016    | 301           |
| 28 | 2  | Seuls au monde ?       | What Happened To Bremin? | 11 novembre 2016    | 302           |
| 29 | 3  | Pas si seuls           | We Are Not Alone         | 18 novembre 2016    | 303           |
| 30 | 4  | Retour dimensionnel    | The Gang Find Magic      | 25 novembre 2016    | 304           |
| 31 | 5  | Science contre magie   | Bates To The Rescue      | 2 décembre 2016     | 305           |
| 32 | 6  | À la recherche du réel | Are We Home Yet?         | 9 décembre 2016     | 306           |
| 33 | 7  | Superpouvoirs          | The Trouble With Ben     | 16 décembre 2016    | 307           |
| 34 | 8  | Trahisons              | Back To The Empty World  | 23 décembre 2016    | 308           |
| 35 | 9  | Le sortilège de vérité | The Truth Spell          | 30 décembre 2016    | 309           |
| 36 | 10 | Les Atridax            | Unwanted Visitors        | 6 janvier 2017      | 310           |
| 37 | 11 | Le sens de l'amitié    | The Search For Atridax   | 13 janvier 2017     | 311           |
| 38 | 12 | L’œuf du démon         | Birth Of The Mega Demon  | 20 janvier 2017     | 312           |
| 39 | 13 | Le destin du monde     | The Battle For Bremin    | 27 janvier 2017     | 313           |

### Saison 4: Combat pour l'intermonde - Battle for Negative Space (2018)
| No | #  | Titre français                 | Titre original               | Diffusion originale | Code de prod. |
| -- | -- | ------------------------------ | ---------------------------- | ------------------- | ------------- |
| 40 | 1  | Une rentrée mouvementée        | We Are Not Alone Anymore     | 3 décembre 2018     | 401           |
| 41 | 2  | Bannissement                   | Secrets, Lies, and Parasites | 4 décembre 2018     | 402           |
| 42 | 3  | Il n'y a pas de fumée sans feu | Lost in Negative Space       | 5 décembre 2018     | 403           |
| 43 | 4  | Zeb                            | The Cool Guy                 | 6 décembre 2018     | 404           |
| 44 | 5  | À la recherche du carnet       | Stranger Danger              | 7 décembre 2018     | 405           |
| 45 | 6  | Possédée                       | Mistaken Id-entity           | 8 décembre 2018     | 406           |
| 46 | 7  | Un plan risqué                 | Keep Your Friends Close      | 9 décembre 2018     | 407           |
| 47 | 8  | Hors-la-loi                    | Off The Map                  | 10 décembre 2018    | 408           |
| 48 | 9  | Dites non à la magie           | Double Trouble               | 11 décembre 2018    | 409           |
| 49 | 10 | Alliance inattendue            | Attack of the Nematodes      | 12 décembre 2018    | 410           |
| 50 | 11 | Décision difficile             | The Chosen One               | 13 décembre 2018    | 411           |
| 51 | 12 | Le gardien du multivers        | The Alternate World is Here  | 14 décembre 2018    | 412           |
| 52 | 13 | L'oeil                         | The Entity Face Off          | 15 décembre 2018    | 413           |

### Spécial (2014)
| No | # | Titre français            | Titre Original              | Diffusions française | Diffusion originale                                                          | Code de prod. |
| -- | - | ------------------------- | --------------------------- | -------------------- | ---------------------------------------------------------------------------- | ------------- |
| 1  | 1 | Titre en français inconnu | New Year's Eve Mini Episode | Date inconnue        | 31 décembre 2014 (fin alternative de l'épisode 6 de la saison 2, hors-canon) | N             |